# Bataille de Cap-Girardeau
Guerre de Sécession
Batailles
- Cape Girardeau
- Chalk Bluff

La bataille de Cape Girardeau est une démonstration militaire (en) de la guerre de Sécession, qui s'est déroulée le 26 avril 1863 à Cap-Girardeau au Missouri. Le combat prend part lors de la poursuite du brigadier général de l'Union John McNeil au travers du sud-est du Missouri par le brigadier général confédéré John S. Marmaduke. Bien que l'engagement de cette journée soit appelé bataille, ce n'est qu'un combat de faible intensité dont l'importance vient du fait qu'il marque le tournant qui aboutit à la fin du second raid dans le Missouri du général Marmaduke.

## Contexte
Le général Marmaduke commence son raid l'intérieur du Missouri à partir du nord-est de l'Arkansas le 18 avril 1863. Pendant le raid, il prévoit de récupérer du ravitaillement hautement nécessaire pour ses troupes, dont plusieurs centaines sont désarmées et sans monture. Le général a peur de laisser des troupes désarmées derrière qui déserteraient, mais s'il les emmènent avec lui elles pourraient être rééquipées en armes et en montures pendant le raid.
Marmaduke organise sa division d'environ 5 000 hommes en deux colonnes, chacune constituée de deux brigades. Le colonel George W. Carter commande une des colonnes, composée d'une brigade dirigée par le colonel Colton Greene (en) et la seconde par Carter. La seconde colonne est commandée par Joseph O. Shelby et comprend la célèbre « Iron Brigade » de Shelby, menée par le colonel George W. Thompson, et une autre brigade commandée par le colonel John Q. Burbridge. En tout, la division a entre huit et dix pièces d'artillerie.
Le général Marmaduke ordonne à la colonne du colonel Carter d'avancer vers Bloomfield, Missouri et de tenter de capture la garnison fédérale présente sous le commandement du brigadier général de l'Union John McNeil. Si McNeil parvient à s'échapper, les confédérés pensent qu'ils se dirigeront vers le nord en direction de Pilot Knob, le quartier général de l'Union dans la région. Marmaduke accompagne alors la colonne du colonel Shelby au nord de Fredericktown pour intercepter une telle tentative. La colonne de Shelby arrive à Fredericktown le 22 avril 1863, mais la colonne de Carter n'atteint Bloomfield que le 23 avril 1863 en raison de difficultés pour traverser les marais de Mingo (en). Carter arrive à Bloomfield pour s'apercevoir que McNeil a quitté les ruines deux jours auparavant. Ayant appris la présence de Marmaduke sur la route de Pilot Knob, McNeil désobéit à ses ordres de retraiter sur Pilot Knob et part au nord-est pour Cape Girardeau fortement fortifié, arrivant le soir du 24 avril 1863.
Carter a reçu l'ordre de ne pas poursuivre McNeil si ce-dernier fuit dans tout autre direction que la route de Fredericktown et Pilot Knob. Néanmoins, Carter désobéit et poursuit McNeil sur 6,4 kilomètres (4 miles), arrivant en milieu de journée le 25 avril 1863. Carter envoie alors une lettre à McNeil lui demandant la reddition de la garnison et une réponse sous 30 minutes. La lettre est signée du major général confédéré Sterling Price dans l'espoir que son nom instillera la crainte à McNeil que Price se trouve à proximité. Néanmoins, McNeil est confiant en la solidité de sa défense et refuse la reddition. Craignant une attaque, Carter envoie un message sur la situation au général Marmaduke, qui arrive avec la colonne de Shelby pour renforcer les troupes de Carter pour tenter une action à Cape Girardeau.

### Fortifications
En 1861, le général Ulysses S. Grant a approuvé la construction de quatre forts sur les sites stratégiques autour de la ville de Cape Girardeau. Ils sont appelés forts A, B, C, et D. La fort A est situé sur un promontoire surplombant le fleuve Mississippi sur le côté nord de la ville et doit protéger la ville contre les canonnières confédérées sur le fleuve. Le fort B est situé sur une colline où se trouve de nos jours l'université du sud-est de l'État du Missouri et a été construit pour protéger la ville d'une approche de l'ennemi par les routes de Perryville et de Jackson (maintenant Broadway Avenue). Le fort C est près de l'intersection actuelle de South Ellis Street et de Good Hope Street et garde les approches des routes de Bloomfield, de Gordonville (maintenant Independence Street), et de Commerce (maintenant Sprigg Street).
Le fort D (en) est situé sur un promontoire sur le fleuve au sud de la ville, et comme le fort A, il est une protection contre des attaques fluviales. Il est la plus grande et plus importante garnison de la région et est le seul fort qui reste à Cape Girardeau de nos jours. Néanmoins, le fort D ne joue pas un rôle important dans la bataille de Cape Girardeau.

## Action
La nuit du 25 avril 1863, anticipant une attaque, le général McNeil ordonne l'évacuation des femmes et des enfants par un bateau à vapeur vers un lieu en sécurité en amont du fleuve. Aussi, pendant la nuit deux canonnières et un bateau à vapeur arrivent avec des renforts de troupes pour soutenir les forces de McNeil. Avec les canonnières en place, McNeill n'anticipe aucun menace en provenance du côté du fleuve Mississippi de la ville, aussi il déplace les canons des forts A et D le long du fleuve vers les forts Bet C sur le côté occidental de la ville. En tout, les forces de McNeil s'élèvent à environ 4000 hommes, y compris les régiments de soutien de l'Iowa, du Wisconsin, du Nebraska, et de l'Illinois, bien qu'il faut noter que ces régiments sont vraisemblablement arrivés après la fin de l'action.
La colonne de Shelby arrive à Cape Girardeau tôt le 26 avril 1863. Avec la division complète du général Marmaduke sur le bord ouest de la ville, il assure le commandement d'une formation comprenant la brigade du colonel Burbridge au centre, celle de Shelby sur la gauche, et celle de Carter sur la droite. La ligne s’étend de l'est du cimetière de St. Mary au nord (près de l'intersection actuelle de Missouri Avenue et de Mississippi Street) jusqu'à Gordonville Road au sud. Son centre est sur Jackson Road.
L'attaque commence vers 10 heures du matin le 26 avril 1863. Les charges infructueuses sont menées par les unités de cavalerie sur les deux côtés, les troupes fédérales étant repoussées par les forces de cavalerie, supérieures en nombre, du colonel Shelby et les confédérés se retrouvant sous des tirs soutenus de l'artillerie de campagne et des canons des forts B et C. Les tirs d'artillerie entre le fort et la brigade de Shelby constituent l'essentiel de l'action. Les combats durent approximativement quatre ou cinq heures, s'arrêtant un peu après 14 heures quand le général Marmaduke ordonne à ses troupes de se retirer.

## Conséquences
Aucun rapport fiable ne précise le nombre de tués et de blessés pendant l'action, même si les chiffres « officiels » tendent à être exagérés ou introuvables . Le nombre de morts confirmés n’excède pas plus de dix de chaque côté, même si certains rapports citent du total proche d'une centaine de tués, plus près de trois cents blessés.
À la suite des combats, le général Marmaduke retraite vers Jackson et ramène ses troupes en Arkansas, mettant un terme à son second raid dans le Missouri. Marmaduke est suivi par les forces fédérales, mais il n'y a aucun contact avant la traversée de la frontière de l'Arkansas. Vraisemblablement en tant que blâme pour avoir désobéi aux ordres et poussé à un combat inutile à Cape Girardeau, le colonel Carter est démis de son commandement de la colonne entière et reprend celui de la seule brigade.
Bien qu'aucun camp n'obtienne une victoire claire à la fin de la journée de combat, la bataille est une victoire stratégique pour l'Union qui oblige les forces confédérées à retraiter vers l'Arkansas.
L'historien Henry Phillips conclut, « bien qu'elle n'ait pas une ampleur suffisante pour être désigné comme une bataille dans la terminologie militaire, les ingrédients nécessaires à une bataille sanglante sont réunis, et la raison pour laquelle la bataille n'est pas survenue est que les commandants des deux forces hostiles avaient des raisons suffisantes pour ne pas tenter le sort ».

### Collections
1. 1 2  (en) « Southeast Missouri State University Special Collections and Archives SEMO Glenn House Collection Finding Aid Title Page », Library.semo.edu, 28 janvier 2011 (consulté le 5 avril 2011)
2. 1 2 3  (en) « Southeast Missouri State University Special Collections and Archives Bob Young Collection Descriptive Overview », Library.semo.edu, 28 janvier 2011 (consulté le 5 avril 2011)